# Убераба
Убера́ба (порт. Uberaba) — город и муниципалитет на юго-востоке Бразилии, расположенный в штате Минас-Жерайс. Он находится на Бразильском плоскогорье, на берегу реки Убераба.
Убера́ба является частью мезорегиона Триангулу-Минейру-и-Алту-Паранаиба и входит в экономико-статистический микрорегион Убераба. Население составляет 340 277 человек (по данным на 2021 год). Площадь города составляет 4523,957 км². Плотность населения составляет 71,9 человек на квадратный километр.
Информация о происхождении названия города 'Убераба' взята из источников, где указывается, что оно переводится как 'река, сияющая' по языку тупи-гуарани.

## История
До прихода первых исследователей-бандейрантов, на территории, где сегодня расположен город, жили индейские племена Тупи, Тремембе, Кайапо и Аракса, которые позднее пострадали от действий исследователей-бандейрантов.
Убераба была основана 2 марта 1820 года, когда майор-капитан Эустакио начал использовать небольшое поселение в качестве пункта остановки для путешественников и исследователей, проходящих через эту область. С увеличением населения Убераба был повышен до статуса города в 1856 году.
Первая железнодорожная станция была построена в городе в 1889 году после возведения железнодорожного моста через реку Гранди (приток Параны), что позволило связать город с железнодорожными магистралями штата Сан-Паулу и достичь порта Сантос.
В настоящее время Убераба славится своей развитой агропромышленной экономикой и является местом проведения Экспозебу, одной из самых значимых сельскохозяйственных выставок в Латинской Америке. Город продолжает развиваться и привлекает внимание как историческое и культурное наследие, а также является важным центром региональной торговли и туризма.
В Убераба находится одно из крупнейших ископаемых отложений в Бразилии, расположенное в сельском районе Пейрополис, примерно в 20 километрах от города. Пейрополис (порт. Peiropolis) также является палеонтологическим местом, где на протяжении XX века было обнаружено значительное количество научно важных ископаемых. Среди них Уберабатитан и другие вымершие животные, которые населяли данную местность в период верхнего мела.

## Экономика
Убераба находится на пересечении автомобильных и железнодорожных магистралей, что позволяет быстро доставлять промышленные товары в различные экономические центры и порты Бразилии. Город считается важным торговым центром в агропромышленном секторе Бразилии и занимает высокое положение в рейтинге страны по производству сои, сахарного тростника. Кроме того, выделяется также производством кукурузы, риса, апельсинов, кофе и бананов.
В прошлом Убераба была значимым центром скотоводства, однако в настоящее время эта сфера несколько менее преобладающая. Тем не менее, город по-прежнему выделяется своими генетическими исследованиями, особенно в области племенной породы зебу. Ежегодно в городе проводятся несколько аграрных мероприятий, среди которых главным считается Экспозебу, которая проводится с 1930-х годов.
Город также является важным промышленным центром и входит в топ-100 по значимости в Бразилии. Химическая отрасль представлена различными предприятиями, включая производителей пестицидов, удобрений и минеральных продуктов. Промышленность пищевых продуктов, напитков и электроники также имеет значительное присутствие в Уберабе.
В 2018 году ВВП муниципалитета составил около 14,7 миллиарда реалов (примерно 4,03 миллиарда долларов), что составляет около 2,4% общего ВВП штата Минас-Жерайс.

## Образование
Убераба сегодня известна как образовательный город, где находятся как государственные, так и частные учебные заведения. Несколько университетов предоставляют возможность проведения научных исследований и предлагают специальные программы, включая Факультет зоотехнии.
Институт школьных братьев Маристов был основан в Убераба в 1903 году и начал свою деятельность с 86 студентами. В 1926 году была создана первая высшая школа в области стоматологии и фармакологии, а в 1955 году был открыт первый медицинский факультет, который позже претерпел ряд расширений.

## Статистика
Данные Бразильского института географии и статистики (IBGE) указывают, что в 2020 году ВВП на душу населения в Убераба составил 50 997,49 реалов, а индекс человеческого развития (ИЧР), опубликованный Программой развития Организации Объединенных Наций в 2010 году, был равен 0,772.

## География
Город расположен на высоте 823 метров над уровнем моря, а местная растительность характеризуется Серраду. Это приводит к саванному тропическому климату (Aw) с сезоном дождей примерно с ноября по март и сезоном сухости с мая по сентябрь. Зимой, с июня по август, температура обычно опускается ниже 10 градусов. Геологическая структура Уберабы известна как Серра-да-Галга, с отложениями, которые относятся к маастрихтскому периоду.